# Adenbüttel
Adenbüttel este o comună din landul Saxonia Inferioară, Germania.